# Adidas Grand Prix 2010
Adidas Grand Prix 2010 byl lehkoatletický mítink, který se konal 12. června 2010 v americkém městě New Yorku. Byl součástí série mítinků Diamantové ligy 2010.

## Výsledky

### Muži
| Disciplína      | 1. místo                    | 2. místo                 | 3. místo                     |
| 100 m           | Richard Thompson 9,89       | Yohan Blake 9,91         | Daniel Bailey 9,92           |
| 800 m           | Mbulaeni Mulaudzi 1:44,38   | Nick Symmonds 1:45,05    | Alfred Kirwa Yego 1:45,46    |
| 400 m překážek  | Kerron Clement 47,86        | Bershawn Jackson 47,94   | Javier Culson 48,47          |
| 3000 m překážek | Paul Kipsiele Koech 8:10,43 | Patrick Langat 8:15,52   | Brimin Kipruto 8:18,92       |
| Skok do výšky   | Linus Thörnblad 2,30 cm     | Jesse Williams 2,30 cm   | Samson Oni 2,27 cm           |
| Skok o tyči     | Renaud Lavillenie 585 cm    | Steven Hooker 580 cm     | Przemysław Czerwiński 560 cm |
| Trojskok        | Teddy Tamgho 17,98 m        | Christian Olsson 17,62 m | Phillips Idowu 17,31 m       |
| Hod oštěpem     | Andreas Thorkildsen 87,02 m | Petr Frydrych 85,04 m    | Tero Pitkämäki 82,57 m       |

### Ženy
| Disciplína     | 1. místo                            | 2. místo                     | 3. místo                          |
| 200 m          | Veronica Campbellová-Brownová 21,98 | Allyson Felixová 22,03       | Bianca Knight 22,59               |
| 1500 m         | Nancy Langat 4:01,60                | Meseret Defarová 4:02,00     | Gelete Burkaová 4:03,35           |
| 5000 m         | Tiruneš Dibabaová 15:11,34          | Sentayehu Ejigu 15:12,99     | Gedo Utura 15:16,61               |
| 100 m překážek | Lolo Jonesová 12,55                 | Perdita Felicienová 12,58    | Virginia Powell 12,63             |
| Skok daleký    | Brianna Glenn 678 cm                | Ruky Abdulai 666 cm          | Funmi Jimoh 665 cm                |
| Vrh koulí      | Valerie Viliová 19,93 m             | Natalja Michněvičová 19,80 m | Jill Camarena-Williams 18,99 m    |
| Hod diskem     | Sandra Perkovićová 61,96 m          | Aretha Thurmond 61,19 m      | Věra Cechlová-Pospíšilová 60,71 m |